# ميكي كونروي
ميكي كونروي (بالإنجليزية: Mickey Conroy) هو ضابط وسياسي أمريكي، ولد في 1 نوفمبر 1927، وتوفي في 20 سبتمبر 2005. حزبياً، نشط في الحزب الجمهوري. وقد انتخب عضو جمعية ولاية كاليفورنيا.